# Edge Hill
Edge Hill – miasto w Stanach Zjednoczonych, w stanie Georgia, w hrabstwie Glascock. Prawdopodobnie najmniejsza miejscowość całego stanu Georgia.